# Holland America Line

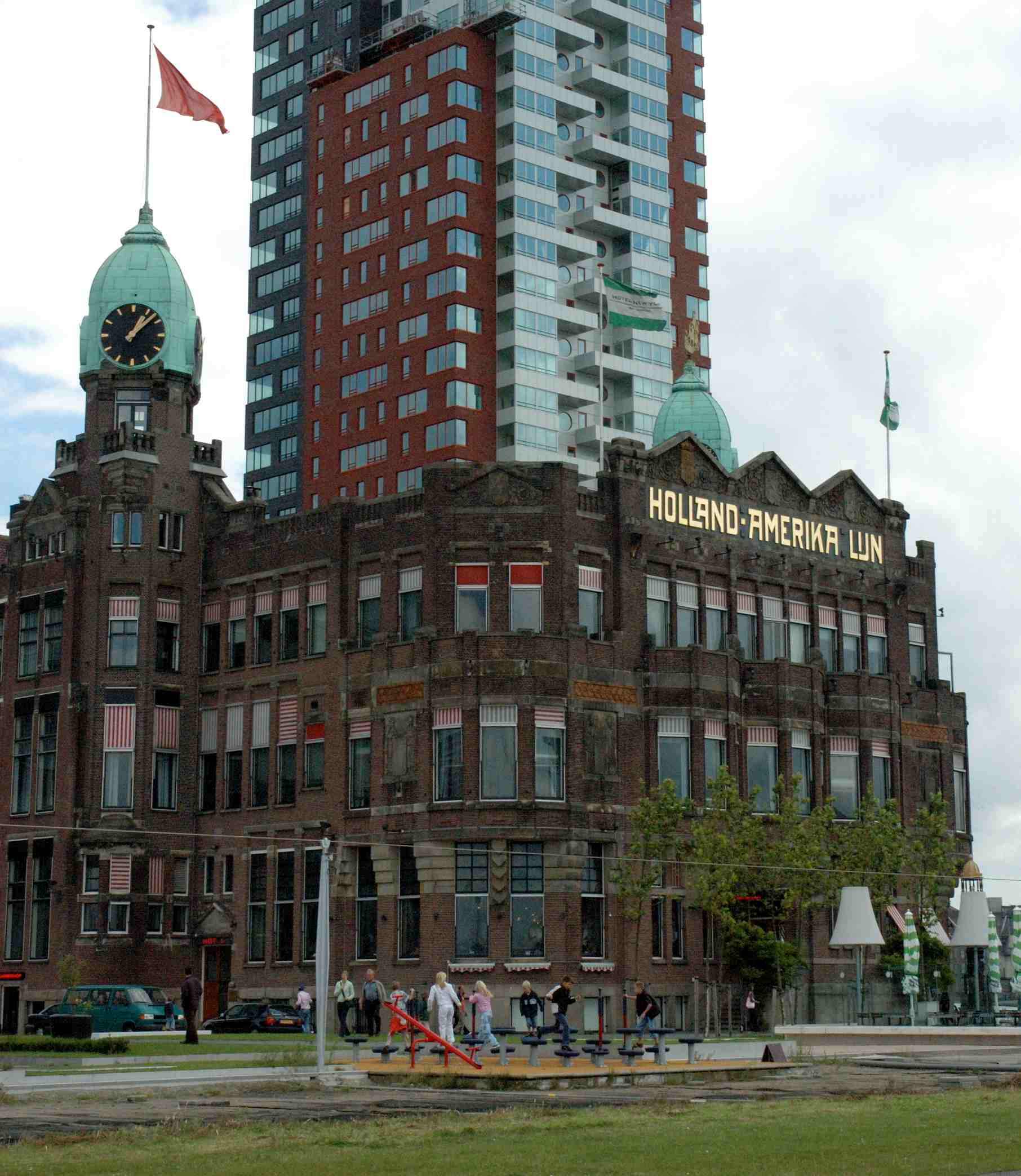
Бывший офис компании в Роттердаме

Holland America Line — круизная компания США (до 1989 года — Нидерландов). Основана в 1873 году под названием Nederlandsch-Amerikaansche Stoomvaart Maatschappij N.V. (NASM). Имея штаб-квартиру в Роттердаме и занимаясь перевозками пассажиров в Америку, компания получила известность сначала как Holland-Amerika Lijn, а затем под своим американским именем Holland America Line (HAL).
С 1873 по 1989 год компания, в основном, специализировалась на маршрутах между Нидерландами и Северной Америкой и сыграла важную роль в перевозке многих сотен тысяч иммигрантов из Нидерландов в Северную Америку.
Сегодня оператор управляет пятнадцатью круизными судами и организует круизы по всему миру, обслуживая около 700 000 пассажиров в год. Новейший корабль - ms Koningsdam, спущенный на воду в 2016 году.
Компания выгодно отличается разнообразием предлагаемых маршрутов.

## История (1873-1989 года)

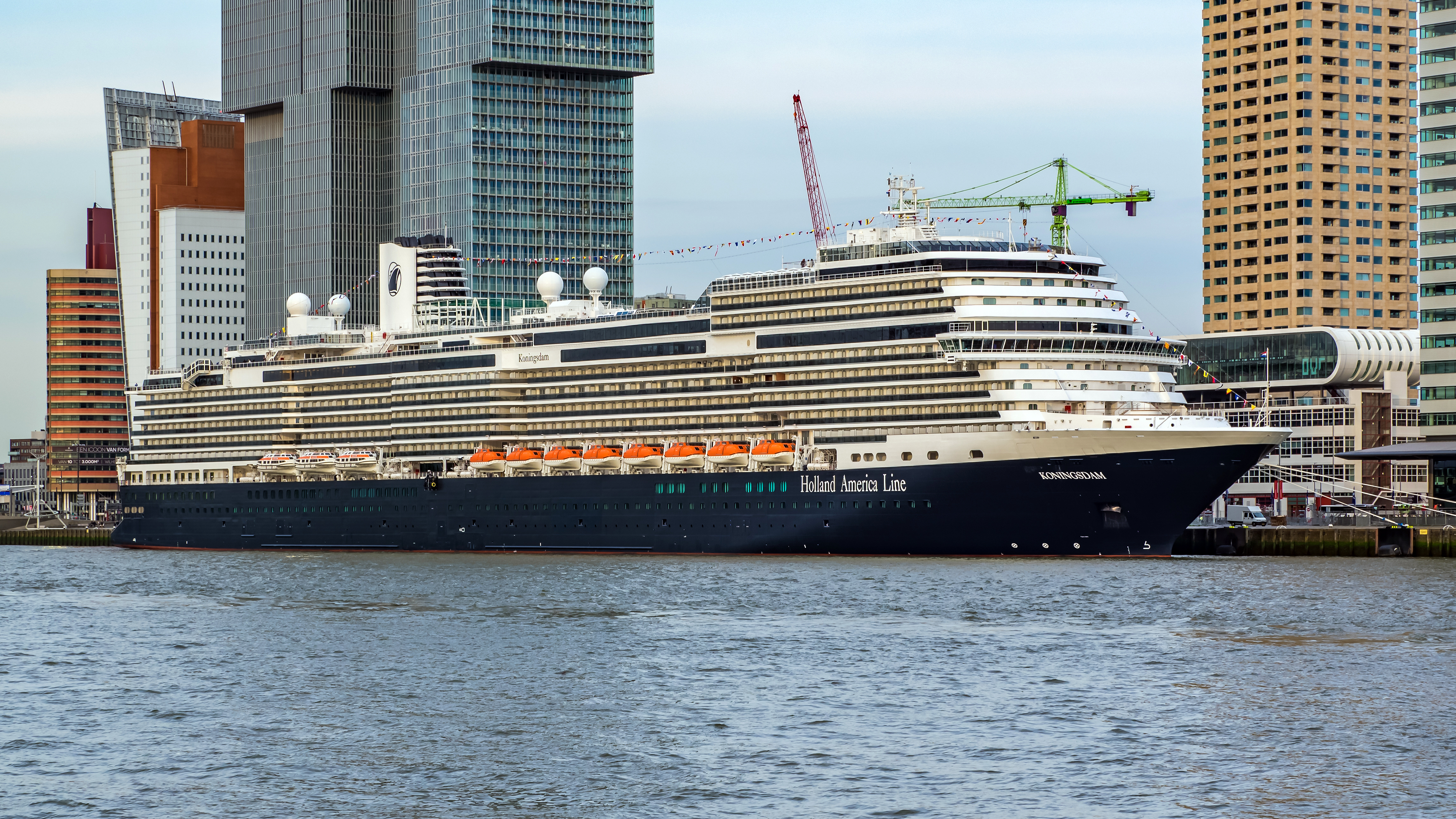
Ms Koningsdam — новейшее судно HAL

Первым кораблем компании был Rotterdam, который 15 октября 1872 года совершил свой 15-дневный первый рейс из Нидерландов в Нью-Йорк. Позже стали обслуживаться другие порты нового мира,такие как Хобокен, Балтимор, а также порты Южной Америки. Грузовое обслуживание в Нью-Йорке началось в 1809 году.
В течение первых 25 лет компания перевезла 400 000 человек из Европы в Америку. В начале двадцатого века количество городов в маршрутах было существенно расширено. В 1895 году HAL предложила свой первый отпускный круиз. Второй круизный маршрут из Нью-Йорка в Палестину был впервые предложен в 1910 году.
Одним из значимых кораблей компании был элегантный SS Nieuw Amsterdam 1937 года.
К началу Второй мировой войны у HAL было 25 кораблей, девять были утрачены на войне. После войны круизная линия сыграла важную роль в транспортировке огромной волны иммигрантов из Нидерландов в Канаду.
Другим заметным кораблем в послевоенный период стал SS Rotterdam 1959 года, один из первых североатлантических кораблей, оборудованных кабинами двух классов.
К концу 1960-х годов золотая эра трансатлантических пассажирских судов была закончена появлением трансатлантического воздушного сообщения. HAL закрыл трансатлантические маршруты в начале 1970-х годов.
В 1973 году компания продала свое подразделение грузовых перевозок.
В 1989 году Holland America Line была приобретена холдингом Carnival Corporation & plc, являющейся крупнейшим круизным оператором в мире. Стоимость сделки составила 1,2 миллиарда гульденов (530 миллионов евро).

## Выведенный из эксплуатации флот (до 1989 года)
- MS Prinsendam, 1973-80 - утонул у побережья Аляски.
- SS Veendam (III), 1972-74, 1975-76, 1978-84 - последняя эксплуатация в составе Commodore Cruise Line как Enchanted Isle [2]
- SS Volendam (I), 1922-1952 - в 1940-45 годах был эвакуирован в Великобританию и использовался в качестве военного транспорта, после войны вернулся в Роттердам.
- SS Volendam (II), 1972-76, 1978–84 - близнец SS Veendam (III), последняя эксплуатация под именем Universe Explorer в World Explorer Lines.[3]
- SS Statendam (I), 1898-1911 - продан в the Allan Line.
- SS Statendam (II), 1914-1917 - передан в White Star Line, где был переименован в SS Justicia.
- SS Statendam (III), 1929-1940 - утилизирован после поджога.
- SS Statendam (IV), 1956-1982 - последняя эксплуатация в Regent Star под именем Regency. После банкротства компании не использовался.[4]
- SS Maasdam (1921) (III), 1921-1941 - уничтожен торпедой в составе военного конвоя 27 июня 1941 года немецкой подводной лодкой U-564 к югу от Исландии.[5]
- SS Maasdam (IV), 1952-1968 - в 1968–1990 эксплуатировался в Polish Ocean Lines под именем Stefan Batory, утилизирован в Турции в 2000 году.[6]
- SS Ryndam (II), 1951-1973 - был переоборудован в казино, в 2003 году по пути на утилизацию - затонул.[6]
- SS Waterman, 1951-1963 - спущен на воду 16 января 1945 года. Конец эксплуатации 1970 год.[7]
- SS Zuiderkruis, 1951-1963 - спущен на воду 5 мая 1944 года. Конец эксплуатации 1969 год.[7]
- SS Groote Beer, 1951-1963 - спущен на воду 17 июня 1944 года. Конец эксплуатации 1971 год.[7]
- SS Westerdam, 1945-1965 - комбинированное грузо-пассажирское судно. Утилизировано в Испании в 1965 году.
- MV Zaandam, 1939-1942 - с пассажирами и 9200 тонн груза на борту было торпедировано и затонуло в Атлантическом океане в трехстах морских милях (560 км) севернее мыса Сан-Роке (Бразилия). 134 из 299 человек на борту погибли.[8]
- SS Nieuw Amsterdam', 1937-1973 - в годы Второй мировой войны судно было эвакуировано в США и далее использовалось в качестве военного транспорта. Вернулось в Голландию в 1946 году. В 1974 году было утилизировано.
- SS Rotterdam, 1908-1940 - в 1940 году утилизировано.
- SS Noordam, 1902-1923, 1926-1927 - в 1927 году утилизировано.[9]
- SS Potsdam, 1900-1915 - был утилизирован в 1947 году. Являлся самым большим судном того времени у компании HAL.
- SS Rotterdam, 1886-1899 - утилизирован в Италии в 1899 году.
- Rotterdam, 1872-1883 - потерпел крушение 26 сентября 1883 года.
- SS Veendam (II) - близнец корабля SS Volendam (I). В 1940 году пострадал в бомбардировках, затем отремонтирован и перенаправлен в Гамбург, где использовался немецкими экипажами подводных лодок. Возвращен в Роттердам в 1947 году. Утилизирован в Балтиморе в 1953 году.
- MS Sommelsdijk (III), 1939 - во время войны использовался в армии США. Утилизирован в 1965 году.[10]

## Текущая деятельность (с 1989 года)
В 1989 году компания Holland America Line была приобретена Carnival Corporation, таким образом, стала американской круизной линией, штаб-квартира которой расположена в Сиэтле в США.
В 2003 году Holland America объявила о своей программе модернизации существующих судов. В два этапа были добавлены новые рестораны, лаунжи, детские зоны, ночные клубы, бассейны, модернизированы каюты для пассажиров.
Летом 2011 года  MS Rotterdam совершил два трансатлантических перехода, впервые, для этой компании, за 40 лет.
С сентября 2012 года MS Rotterdam круглогодично выполняет маршруты из Европы в Карибский бассейн, а также в Азию.
MS Prinsendam и MS Amsterdam ежегодно совершают длительные вояжи более 60 дней, направляясь в экзотические места в Южной Америке и Африке,  MS Amsterdam также совершает ежегодные кругосветные круизы.
В настоящее время линия эксплуатирует пять различных классов кораблей: меньшие и более старые суда класса S, средний класс R, класс Vista, новейший и самый большой класс Signature и маленький 793-пассажирский Prinsendam (первоначально Royal Viking Sun, затем Seabourn Sun до покупки HAL в 2002 году).
Все корабли HAL имеют черно-белый корпус с белой надстройкой, логотип компании расположен на дымовых трубах.
Holland America также владеет:
- сетью отелей Westmark, работающая на Аляске и Юконе [12]
- Worldwide Shore Services, логистический центр, обеспечивающий складские и материально-технические услуги
- Half Moon Cay, частный карибский остров (известный официально как маленький Little San Salvador Island), большинством карибских круизов, начинающихся в Майами или Форт-Лодердейле, делают остановку на этом острове.

26 октября 2012 года было объявлено о подписании меморандума о соглашении с итальянским судостроителем Fincantieri на строительство 2660-пассажирского судна для Holland America Line, запланированного к поставке весной 2016 года. MS Koningsdam, который будет новым класса класса «Pinnacle», будет введен в эксплуатацию через пять лет после последнего судна MS Nieuw Amsterdam, поставленного в 2010 году.

## Выведенный из эксплуатации флот (после 1989 года)
| Имя             | Год постройки | Годы в компании | Тоннаж | Флаг       | Уточнение | Фото |
| --------------- | ------------- | --------------- | ------ | ---------- | --- | ---- |
| Rotterdam       | 1959          | 1959-1997       | 38 645 | Нидерланды | Продано в Premier Cruise Lines в 1997 году. В 2000 году переоборудовано в отель. |      |
| Nieuw Amsterdam | 1983          | 1984-2000       | 33 930 | Мальта     | Продано в American Classic Voyages в 2000 году. В 2002 году возвращено в систему HAL. В данный момент в эксплуатации в дочерней компании Marella Cruises под именем MS Marella Spirit.              |      |
| Noordam         | 1984          | 1984-2005       | 33 960 | Мальта     | Передано в дочернюю компанию Marella Cruises под именем MS Marella Celebration в 2005 году. |      |
| Westerdam       | 1986          | 1988-2002       | 54 763 | Мальта     | Куплено компанией HAL в 1988 году. Предыдущее имя корабля MS Homeric. В 2002 году передано компании Costa Cruises. В данный момент в круизной компании Marella Cruises под именем MS Marella Dream. |      |
| Statendam       | 1993          | 1993-2015       | 55 819 | Мальта     | В ноябре 2015 года передан в дочернюю компанию P&O Cruises Australia под именем Pacific Eden. |      |
| Ryndam          | 1994          | 1994-2015       | 55 819 | Мальта     | В ноябре 2015 года передан в дочернюю компанию P&O Cruises Australia под именем Pacific Aria. |      |

## Текущий флот

### The Elegant Explorer
| Имя           | Год постройки       | Тоннаж | Максимальная скорость | Пассажиро- вместимость | Количество палуб | Флаг       | Фото |
| ------------- | ------------------- | ------ | --------------------- | ---------------------- | ---------------- | ---------- | ---- |
| MS Prinsendam | 1988 (в HAL с 2002) | 38 848 | 22 узла               | 835                    | 8                | Нидерланды |      |

На данный момент самое маленькое и самое возвратное судно во флоте HAL и единственное, которые не было построено специально для этой компании.

### Statendam class (S class)
| Имя        | Год постройки | Тоннаж | Максимальная скорость | Пассажиро- вместимость | Количество палуб | Флаг       | Фото |
| ---------- | ------------- | ------ | --------------------- | ---------------------- | ---------------- | ---------- | ---- |
| MS Maasdam | 1993          | 55 575 | 22 узла               | 1.258                  | 9                | Нидерланды |      |
| MS Veendam | 1996          | 57 092 | 22 узла               | 1.350                  | 9                | Нидерланды |      |

Оба корабля S класса практически идентичны. Они были первыми круизными кораблями, в которых появились такие зоны как: атриум, двухэтажный основной ресторан в корме корабля, бассейн Lido с убирающейся крышей.

### Rotterdam class (R class)
| Имя          | Год постройки | Тоннаж | Максимальная скорость | Пассажиро- вместимость | Количество палуб | Флаг       | Фото |
| ------------ | ------------- | ------ | --------------------- | ---------------------- | ---------------- | ---------- | ---- |
| MS Rotterdam | 1997          | 61 849 | 25 узлов              | 1.404                  | 9                | Нидерланды |      |
| MS Volendam  | 1999          | 61 214 | 23 узла               | 1.432                  | 9                | Нидерланды |      |
| MS Zaandam   | 2000          | 61 396 | 23 узла               | 1.432                  | 9                | Нидерланды |      |
| MS Amsterdam | 2000          | 62 735 | 25 узлов              | 1.380                  | 9                | Нидерланды |      |

### Vista class (V class)
| Имя          | Год постройки | Тоннаж | Максимальная скорость | Пассажиро- вместимость | Количество палуб | Флаг       | Фото |
| ------------ | ------------- | ------ | --------------------- | ---------------------- | ---------------- | ---------- | ---- |
| MS Zuiderdam | 2002          | 82 305 | 24 узла               | 1.916                  | 10               | Нидерланды |      |
| MS Oosterdam | 2003          | 82 305 | 24 узла               | 1.916                  | 10               | Нидерланды |      |
| MS Westerdam | 2004          | 82 305 | 24 узла               | 1.916                  | 10               | Нидерланды |      |
| MS Noordam   | 2006          | 82 318 | 24 узла               | 1.924                  | 10               | Нидерланды |      |

Имена всех четырех кораблей этого класса созвучны сторонам света на голландском языке. Эти суда предназначены, преимущественно, для коротких маршрутов, менее двух недель, по Карибам, Аляске и Европе. Корабли примечательны тем, что их удалось спроектировать таким образом, что большинство кают (85%) имеют вид на океан, а кают с балконом более 67%.

### Signature class
| Имя                | Год постройки | Тоннаж | Максимальная скорость | Пассажиро- вместимость | Количество палуб | Флаг       | Фото |
| ------------------ | ------------- | ------ | --------------------- | ---------------------- | ---------------- | ---------- | ---- |
| MS Eurodam         | 2008          | 86 273 | 24 узла               | 2.104                  | 11               | Нидерланды |      |
| MS Nieuw Amsterdam | 2010          | 86 700 | 24 узла               | 2.106                  | 11               | Нидерланды |      |

### Pinnacle class
| Имя           | Год постройки | Тоннаж | Максимальная скорость | Пассажиро- вместимость | Количество палуб | Флаг       | Фото |
| ------------- | ------------- | ------ | --------------------- | ---------------------- | ---------------- | ---------- | ---- |
| MS Koningsdam | 2016          | 99 500 | 22 узла               | 2.650                  | 12               | Нидерланды |      |

MS Koningsdam является самым большим кораблем, построенным для Holland America Line. Размер судна соответствует размеру новый панамакс. Был спущен на воду 15 февраля 2016 года.
В конце 2018 и в 2021 году компания планирует получить еще два корабля в классе Pinnacle. Первое судно будет названо MS Nieuw Statendam.